# Shiritsu Ebisu Chūgaku
Shiritsu Ebisu Chūgaku (japanisch 私立恵比寿中学, deutsch „private Mittelschule Ebisu“) ist eine japanische Mädchengruppe. Der Name der Gruppe ist zu Ebichu (エビ中 Ebichū) offiziell abgekürzt, was auch als „in einer Garnele“ verstanden werden kann.

## Geschichte
Die Gruppe wurde im Jahr 2009 von 3B Junior, einem Projekt der Talent-Agentur Stardust Promotion, gegründet. Shiritsu Ebisu Chūgaku ist eine „kleine Schwester“ einer anderen Girlgroup der gleichen Agentur, Momoiro Clover.
Ab März 2012 bestand die Gruppe aus neun Mädchen.
Am 4. März 2012 unterzeichnete die Gruppe einen Vertrag mit Sony Music Entertainment Japan’ Label Defstar Records. Seine Debüt-Major-Single Karikeiyaku no Cinderella wurde am 5. Mai (Kindertag in Japan) veröffentlicht. Die Single erreicht den siebten Platz in den japanischen Oricon Weekly Singles Chart.
Am 7. Februar 2017 gab Shiritsu Ebisu Chugaku bekannt, dass Rina Matsuno wegen gesundheitlicher Probleme nicht an einem geplanten Auftritt teilnehmen könne. Am folgenden Tag starb sie im Alter von nur achtzehn Jahren an einer bislang nicht genannten Krankheit.

## Mitglieder

### Aktuelle Mitglieder
| Nr. | Name                           | Geburtstag         |
| --- | ------------------------------ | ------------------ |
| 3   | Rika Mayama (真山 りか)        | 16. Dezember 1996  |
| 5   | Ayaka Yasumoto (安本 彩花)     | 27. Juni 1998      |
| 7   | Mirei Hoshina (星名 美怜)      | 2. November 1997   |
| 10  | Hinata Kashiwagi (柏木 ひなた) | 29. März 1999      |
| 11  | Kaho Kobayashi (小林歌穂)      | 12. Juni 2000      |
| 12  | Riko Nakayama (中山莉子)       | 28. Oktober 2000   |
| 13  | Cocona Sakuragi (桜木心菜)     | 14. September 2005 |
| 14  | Yuno Kokubo (小久保柚乃)       | 20. März 2007      |
| 15  | Nonoka Kazami (風見和香)       | 25. August 2007    |

### Ehemalige Mitglieder
1. Kanon (奏音; * 7. Februar 1997)
2. Narumi Uno (宇野 愛海; * 19. März 1998)
3. Hinaki Yano (矢野 妃菜喜; * 5. März 1997)
4. Rio Koike (小池 梨緒; * 18. Januar 1998)
5. Reina Miyazaki (宮﨑 れいな; * 24. August 1997)
6. Mizuki (瑞季; 27. Februar 1997)
7. Natsu Anno (杏野 なつ; * 12. Juli 1997)
8. Hirono Suzuki (鈴木 裕乃; * 24. März 1998)
9. Rina Matsuno (松野 莉奈; * 17. Juli 1998 † 8. Februar 2017[9])
10. Aika Hirota (廣田 あいか; * 31. Januar 1999)

## Diskografie

### Studioalben
| Jahr | Titel                                            | Höchstplatzierung, Gesamtwochen, AuszeichnungChartsChartplatzierungen (Jahr, Titel, Platzierungen, Wochen, Auszeichnungen, Anmerkungen) | Anmerkungen                             |
| Jahr | Titel                                            | JP | Anmerkungen                             |
| ---- | ------------------------------------------------ | --- | --------------------------------------- |
| 2013 | Chūnin (中人)                                    | JP7 (9 Wo.)JP | Erstveröffentlichung: 24. Juli 2013     |
| 2015 | Kinpachi (金八)                                  | JP2 (5 Wo.)JP | Erstveröffentlichung: 28. Januar 2015   |
| 2016 | Anarchy (穴空) Anākī                             | JP2 (10 Wo.)JP | Erstveröffentlichung: 20. April 2016    |
| 2017 | Ebi Cracy (エビクラシー) Ebikurashī              | JP1 (8 Wo.)JP | Erstveröffentlichung: 31. Mai 2017      |
| 2019 | Music                                            | JP2 (11 Wo.)JP | Erstveröffentlichung: 13. März 2019     |
| 2019 | Playlist                                         | JP2 (8 Wo.)JP | Erstveröffentlichung: 18. Dezember 2019 |
| 2022 | Happy End to Sorekara (ハッピーエンドとそれから) | JP4 (17 Wo.)JP | Erstveröffentlichung: 23. März 2022     |
| 2024 | indigo hour                                      | JP3 (18 Wo.)JP | Erstveröffentlichung: 28. Februar 2024  |

### Kompilationen
| Jahr | Titel                                                                           | Höchstplatzierung, Gesamtwochen, AuszeichnungChartsChartplatzierungen (Jahr, Titel, Platzierungen, Wochen, Auszeichnungen, Anmerkungen) | Anmerkungen                              |
| Jahr | Titel                                                                           | JP | Anmerkungen                              |
| ---- | ------------------------------------------------------------------------------- | --- | ---------------------------------------- |
| 2012 | Ebichū no Zeppan Best ~Owaranai Seishun~ (エビ中の絶盤ベスト～おわらない青春～) | JP19 (4 Wo.)JP | Erstveröffentlichung: 21. November 2012  |
| 2016 | „Chūsotsu“ ~Ebichū no Ike Ike Best~ (「中卒」〜エビ中のイケイケベスト〜)        | JP11 (8 Wo.)JP | Erstveröffentlichung: 16. November 2016  |
| 2016 | „Chūkara“ ~Ebichū no Waku Waku Best~ (「中辛」〜エビ中のワクワクベスト〜)       | JP12 (6 Wo.)JP | Erstveröffentlichung: 16. November 2016  |
| 2021 | Famien’21 L.P.                                                                  | JP5 (15 Wo.)JP | Erstveröffentlichung: 18. August 2021    |
| 2022 | Chukichi (中吉)                                                                 | JP7 (9 Wo.)JP | Erstveröffentlichung: 21. September 2022 |

### Livealben
| Jahr | Titel | Höchstplatzierung, Gesamtwochen, AuszeichnungChartsChartplatzierungen (Jahr, Titel, Platzierungen, Wochen, Auszeichnungen, Anmerkungen) | Anmerkungen                             |
| Jahr | Titel | JP | Anmerkungen                             |
| ---- | --- | --- | --------------------------------------- |
| 2020 | Ebichū Aki-urara to Suzumushi to Ongaku no Kodama Daishite ’Chūon’ 2020 (エビ中 秋麗と轡虫と音楽のこだま 題して「ちゅうおん」2020) | JP16 (2 Wo.)JP | Erstveröffentlichung: 25. November 2020 |
| 2021 | Ebichū Shūsei to Okera to Ongaku no Kagayaki Daishite ’Chūon’ 2021 (エビ中 秋声と螻蛄と音楽の輝き 題して「ちゅうおん」2021)        | JP11 (2 Wo.)JP | Erstveröffentlichung: 22. Dezember 2021 |

### Singles
| Jahr | Titel Album | Höchstplatzierung, Gesamtwochen, AuszeichnungChartsChartplatzierungen (Jahr, Titel, Album, Platzierungen, Wochen, Auszeichnungen, Anmerkungen) | Anmerkungen                              |
| Jahr | Titel Album | JP | Anmerkungen                              |
| ---- | --- | --- | ---------------------------------------- |
| 2011 | The Tissue ~Tomaranai Seishun~ (ザ・ティッシュ～とまらない青春～) Papiertaschentuch ~Unaufhaltsame jugend~ Ebichū no Zeppan Best: Owaranai Seishun                                        | JP73 (7 Wo.)JP | Erstveröffentlichung: 27. April 2011     |
| 2011 | Oh My Ghost? ~Watashi ga Akuryō ni Natte mo~ (オーマイゴースト? ～わたしが悪霊になっても～) Oh mein Geist? ~Auch ich wurde zu einem bösen Geist~ Ebichū no Zeppan Best: Owaranai Seishun  | JP59 (8 Wo.)JP | Erstveröffentlichung: 27. Juli 2011      |
| 2012 | Karikeiyaku no Cinderella (仮契約のシンデレラ) Zeitvertrag-Aschenputtel Chunin | JP7 (7 Wo.)JP | Erstveröffentlichung: 5. Mai 2012        |
| 2012 | Go! Go! Here We Go! Rock Lee / Otona wa Wakatte Kurenai (Go! Go! Here We Go! ロック・リー / 大人はわかってくれない) Go! Go! Here We Go! Rock Lee / Erwachsene werden nie verstehen Chunin | JP7 (5 Wo.)JP | Erstveröffentlichung: 29. August 2012    |
| 2013 | Ume (梅) Chunin | JP3 (6 Wo.)JP | Erstveröffentlichung: 16. Januar 2013    |
| 2013 | Te o Tsunagō / Kindan no Karma (手をつなごう / 禁断のカルマ) Chunin | JP5 (8 Wo.)JP | Erstveröffentlichung: 5. Juni 2013       |
| 2013 | Mikakunin Chūgakusei X (未確認中学生X) Kinpachi | JP4 (6 Wo.)JP | Erstveröffentlichung: 20. November 2013  |
| 2014 | Butterfly Effect (バタフライエフェクト) Kinpachi | JP3 (7 Wo.)JP | Erstveröffentlichung: 4. Juni 2014       |
| 2014 | Haitateki! (ハイタテキ!) Kinpachi | JP3 (4 Wo.)JP | Erstveröffentlichung: 5. November 2014   |
| 2015 | Natsudaze Johnny (夏だぜジョニー) Anarchy | JP2 (5 Wo.)JP | Erstveröffentlichung: 17. Juni 2015      |
| 2015 | Super Hero (スーパーヒーロー) Anarchy | JP3 (6 Wo.)JP | Erstveröffentlichung: 21. Oktober 2015   |
| 2016 | Massugu (まっすぐ) "Chūsotsu": Ebichū no Ike Ike Best | JP7 (4 Wo.)JP | Erstveröffentlichung: 21. September 2016 |
| 2017 | Sing Along, Sing a Song (シンガロン・シンガソン) Music | JP2 (6 Wo.)JP | Erstveröffentlichung: 8. November 2017   |
| 2018 | Dekadonden (でかどんでん) Music | JP3 (14 Wo.)JP | Erstveröffentlichung: 6. Juni 2018       |
| 2019 | Trendy Girl (トレンディガール) Playlist | JP5 (11 Wo.)JP | Erstveröffentlichung: 5. Juni 2019       |
| 2023 | kyo-do? indigo hour | JP3 (11 Wo.)JP | Erstveröffentlichung: 3. Mai 2023        |
| 2024 | Tokyo’s Way! indigo hour | JP15 (13 Wo.)JP | Erstveröffentlichung: 31. Januar 2024    |

## Musikvideos
| Nr. der Single | Titel                                                                                                | Offizielles Video auf YouTube |
| Indie-Singles  | Indie-Singles                                                                                        | Indie-Singles                 |
| -------------- | --- | ----------------------------- |
| 2              | Ebizori Diamond!! („Garnelespringdiamant“ oder „Meister im sagen ‚I’m sorry‘ [‚Ebizori‘]“)           | ansehen (auf Nico Nico)       |
| 4              | The Tissue ~Tomaranai Seishun~ („Papiertaschentuch ~Unaufhaltsame jugend~“)                          | ansehen                       |
| 5              | Oh My Ghost? ~Watashi ga Akuryō ni Natte mo~ („Oh mein geist? ~Auch ich wurde zu einem bösen Geist“) | ansehen                       |
| 6              | Motto Hashire!! („Schneller laufen!!“)                                                               | ansehen                       |
| Major-Singles  | |                               |
| 1              | Karikeiyaku no Cinderella („Zeitvertrag-Aschenputtel“)                                               | ansehen (nur für Japan)       |
| 1              | Hōkago Getabako Rock ’n’ Roll MX                                                                     | ansehen (nur für Japan)       |
| 2              | Go! Go! Here We Go! Rock Lee                                                                         | ansehen (nur für Japan)       |
| 2              | Otona wa Wakatte Kurenai („Erwachsenen werden nie verstehen“)                                        | ansehen (nur für Japan)       |
| 3              | Ume                                                                                                  | ansehen (nur für Japan)       |
| 3              | Ganbatteru Tochū                                                                                     | ansehen (nur für Japan)       |
| 4              | Te o Tsunagō                                                                                         | ansehen (nur für Japan)       |
| 4              | Kindan no Karma                                                                                      | ansehen (nur für Japan)       |